# Thestias
Thestias também conhecido por Pólux b, β Gem b, β Geminorum b, 78 Geminorum b e HD 62509 b e nomeado como Téstia, é um planeta extrassolar com aproximadamente 34 anos luz da Terra, situado na Constelação de Gêmeos.
Este planeta foi descoberto na orbita da estrela Pólux em 2006. Ele possui uma massa comparável aos gigantes gasosos do nosso sistema solar. Sua orbita é aproximadamente circular e dura 1,61 anos terrestres.
Já havia suspeitas da existência do planeta Pólux b desde 1993, mas sua existência só foi confirmada em 16 de junho de 2006.